# Heterograma
Un heterograma (del grec héteros, 'diferent' i gramma, 'lletra') és una paraula o frase que no conté cap lletra repetida. Aquesta propietat va ser descrita per Dmitri Borgmann al seu llibre Language on Vacation: An Olio of Orthographical Oddities, on intentà trobar la paraula més llarga que complís aquesta condició (tot i que ell s'hi referia com a paraula sense patró o isograma, enlloc d'heterograma).
L'escriptor Georges Perec utilitzava aquest concepte com a base per formar poemes. Partia d'un heterograma d'onze lletres (les deu més usades del català i una de les restants, que ell anomenava la clau del poema). Després escrivia onze anagrames d'aquest. Finalment utilitzava aquesta restricció per formar un poema amb sentit, formant així un nou tipus de composició poètica anomenada onzena.

## Termes relacionats
Un isograma (del grec isos, 'igual' i gramma, 'lletra') és una paraula o frase en què cada lletra hi apareix el mateix nombre de vegades.
Un pangrama (del grec pan, 'tot' i gramma, 'lletra') és una frase on hi apareixen totes les lletres de l'abecedari. Si cada lletra hi apareix només una vegada, formant per tant un heterograma, se l'anomena pangrama perfecte.

## Exemples
- Heterogrames: Profunditzaves (14), dormisquejant (13), emblanquidors (13), plovisquejant (13), compartisquen (13)...
- Isogrames amb una repetició: Emmantellant (12), condicionada (12), atorrollat (10), concisions (10), paperera (8)...